# Eburoni

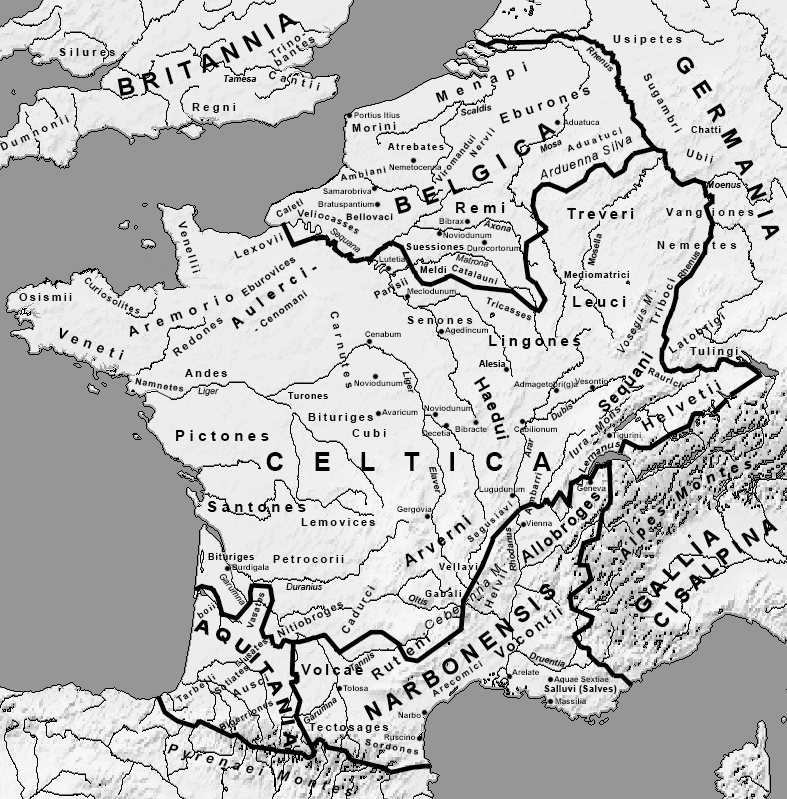
La Gallia al tempo della conquista di Gaio Giulio Cesare.

Gli Eburoni erano una tribù della Gallia Belgica (oggi Francia del nord, Belgio e sud dei Paesi Bassi fino al fiume Reno) nel I secolo a.C.. Gaio Giulio Cesare dice che erano un popolo di origine germanica ma uno degli unici che praticava sacrifici umani al dio Fonohok. Si pensa che vivessero tra il fiume Mosa e il Reno. La loro capitale era Atuatuca (in seguito divenuta capitale dei Tungri). Il loro capo Ambiorige è conosciuto per aver guidato una ribellione contro i romani invasori, guidati dai legati Quinto Titurio Sabino e Lucio Aurunculeio Cotta, nel 54 a.C.. A seguito di questa rivolta gli Eburoni furono sterminati e le loro terre devastate. Furono rimpiazzati dai Tungri.